# ويليام ماكنتاير (سياسي)
ويليام ماكنتاير هو سياسي نيوزيلندي، ولد في 1881 في اسكتلندا في المملكة المتحدة، وتوفي في 26 أكتوبر 1949 في نيوزيلندا. نشط حزبياً في Reform Party (New Zealand) ‏.